# 櫟野寺
櫟野寺（らくやじ）は、滋賀県甲賀市甲賀町櫟野にある天台宗の寺院。山号は福生山。院号は自性院。本尊は十一面観音（櫟野観音）。また、甲賀三大仏の一つである薬師如来像が安置されている。甲賀六大寺のひとつ。

## 歴史
当寺は、延暦11年（792年）に延暦寺根本中堂の用材を求めてこの地を訪れた最澄が十一面観音を安置したのに始まると伝えられる。
延暦21年（802年）、征夷大将軍に任命された坂上田村麻呂が蝦夷征討に赴いた際に、当寺の十一面観音を参詣してから出陣したところ、蝦夷を平定できた。これにより、田村麻呂は当寺を祈願寺とし、大同元年（806年）に七堂伽藍を建立したうえ、自ら等身の毘沙門天像を彫刻し、家来に命じて相撲を奉納したという。
以後たびたび堂宇を焼失しているが、そのつど再建されている。
当寺は延暦寺の有力末寺として、また、甲賀六大寺の筆頭として往時は広大な境内地を有しており、末寺として阿弥陀寺・仏生寺・常楽寺・地蔵寺・成道寺・安国寺・詮住寺などがあった。
旧本堂は1968年（昭和43年）に焼失したが、仏像等は収蔵庫に保管されていたため無事であった。

## 境内
- 本堂
- 宝物館 - 収蔵庫。
- 十三重石塔
- 庫裏
- 東門
- 土俵

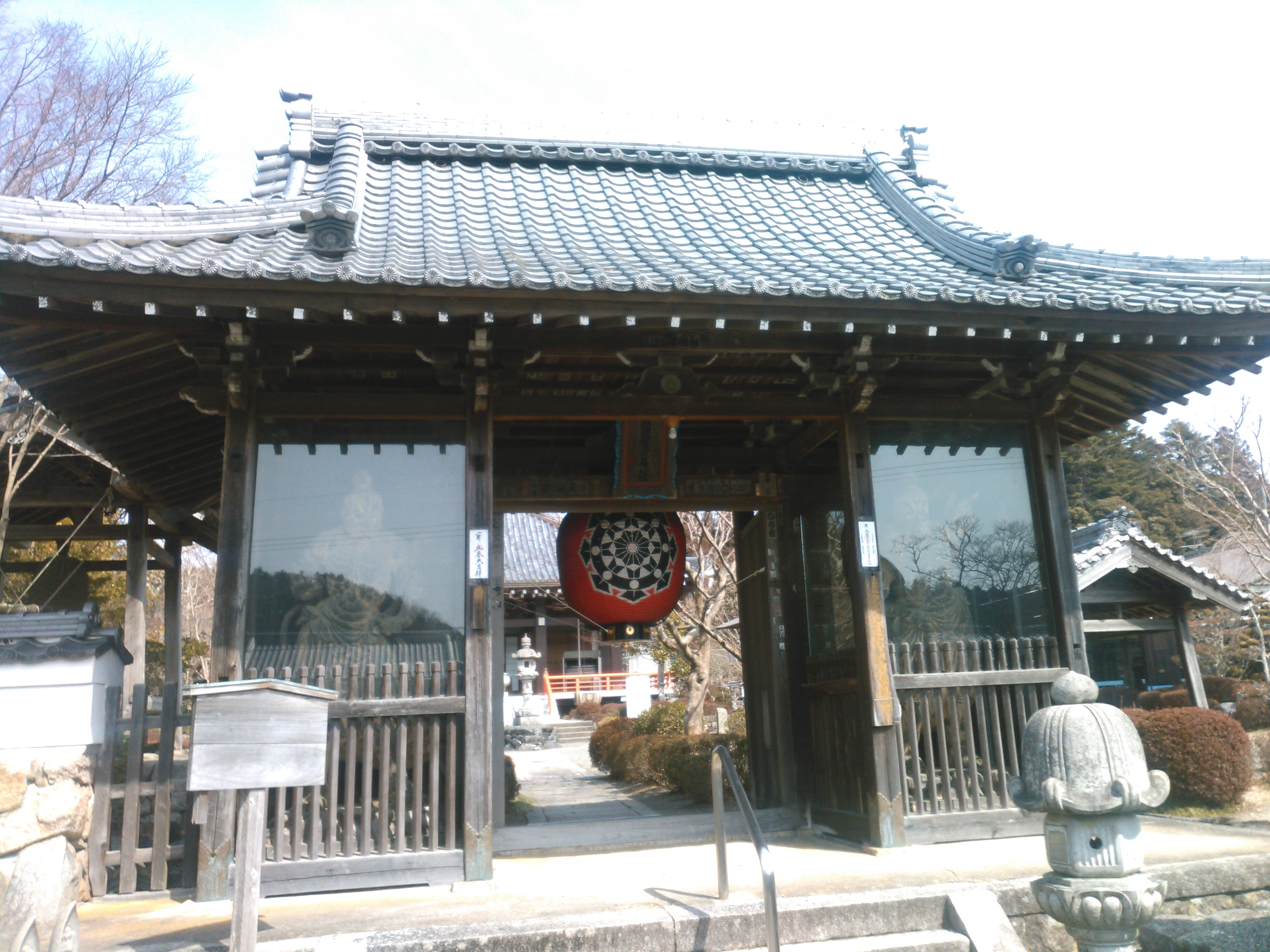
山門
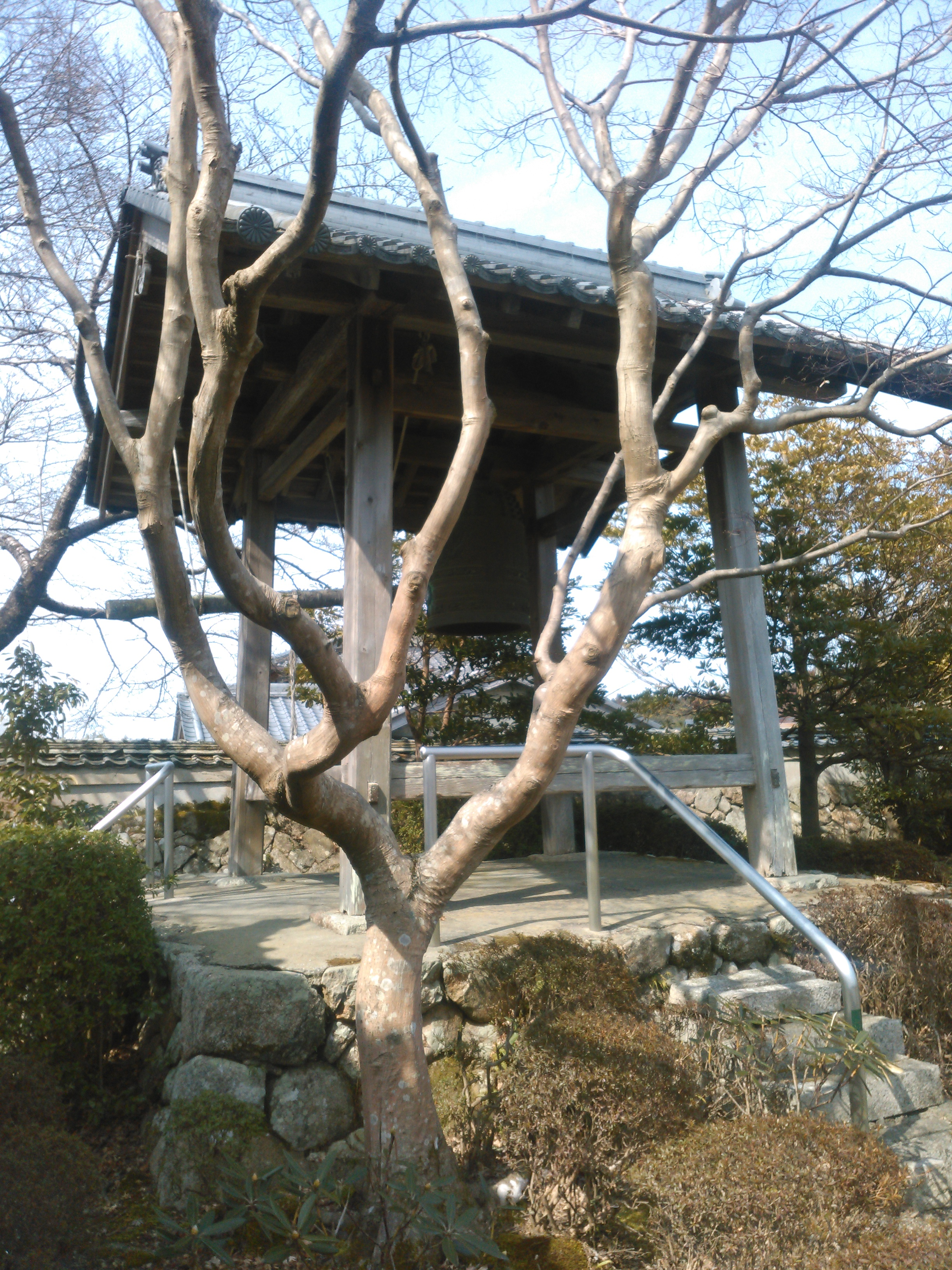
鐘楼
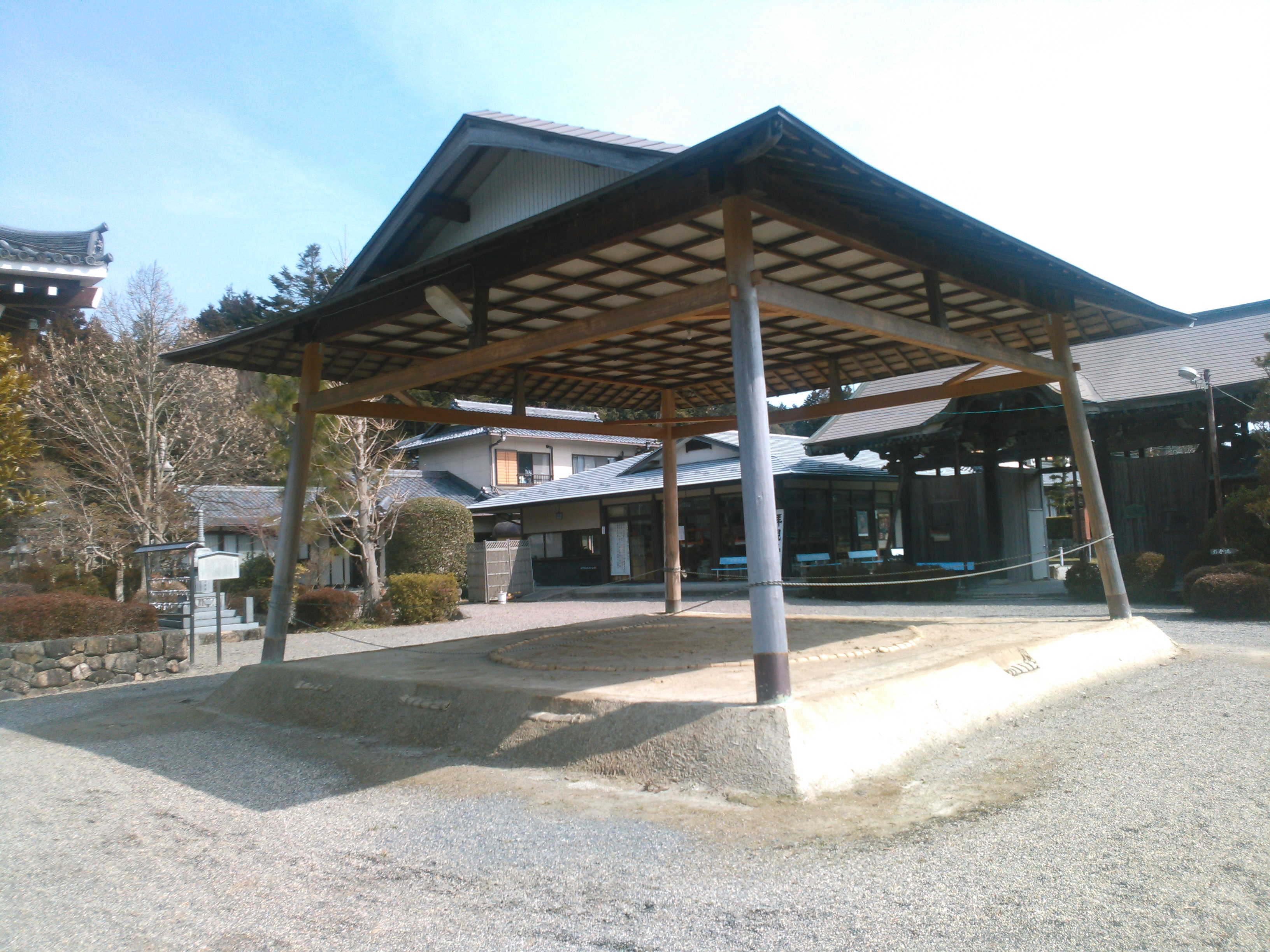
仁王門
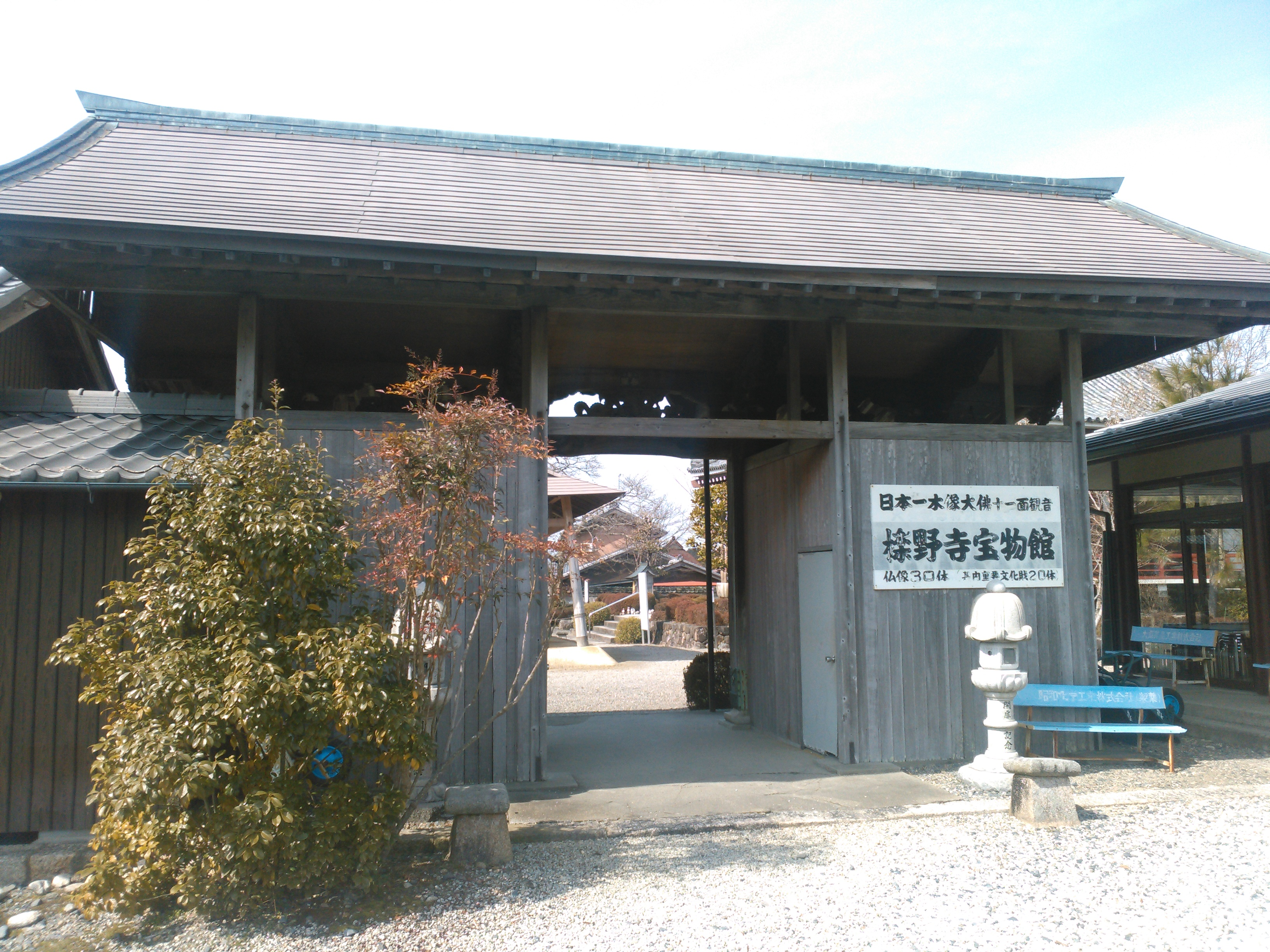
十一面観音坐像石仏群

- 山門
- 鐘楼
- 土俵
- 東門

## 文化財

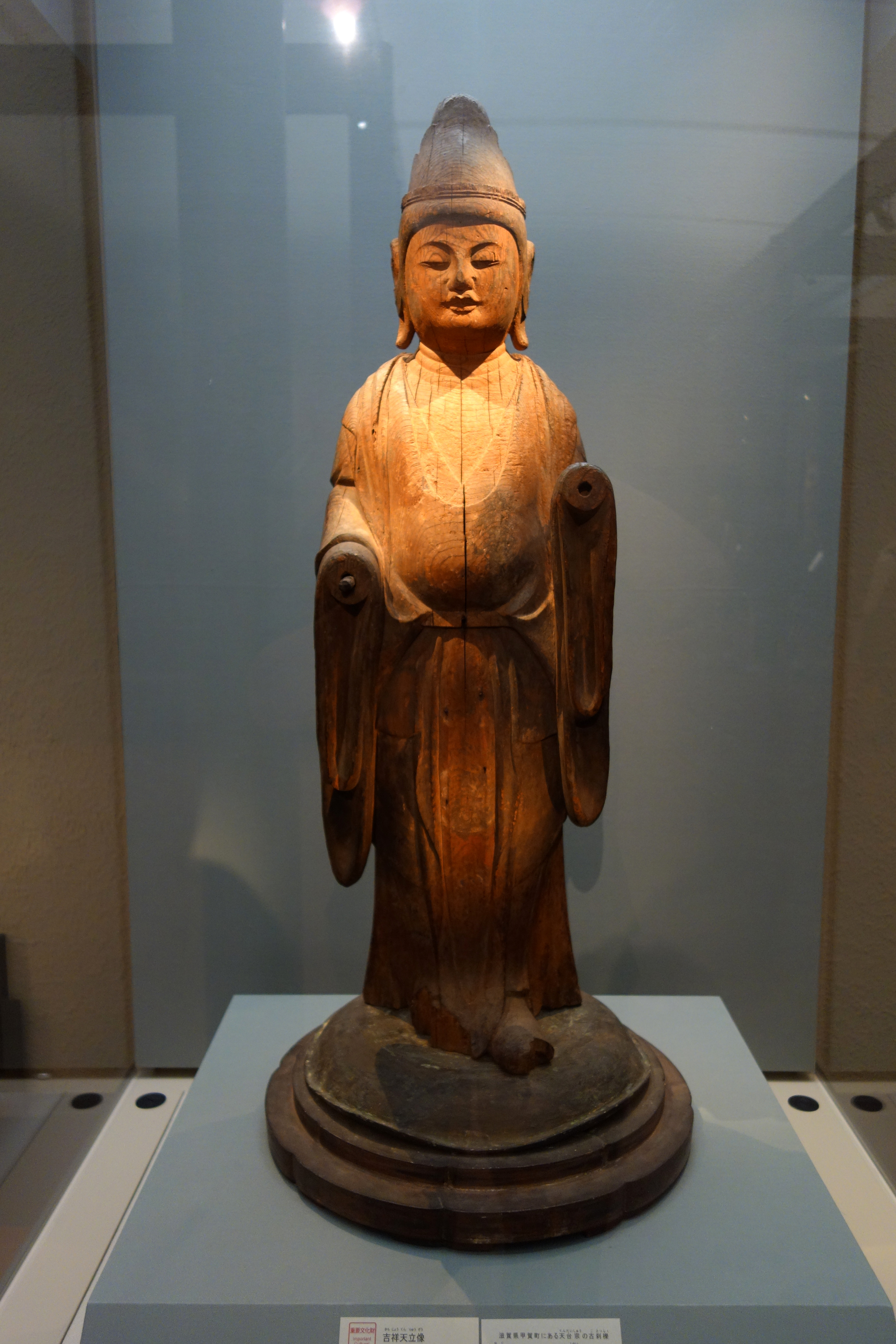
吉祥天立像

### 重要文化財
- 木造十一面観音坐像（本尊） - 坐像で像高312cmの巨像。平安時代後期の作。かつては33年に一度のみ開扉される秘仏であったが、現在は春秋などに特別公開がある。重要文化財に指定された十一面観音は坐像としては日本最大[2]の大きさを誇る。
- 木造聖観音立像
- 木造薬師如来坐像 - 甲賀三大仏の一つ。
- 木造毘沙門天立像
- 木造地蔵菩薩坐像
- 仏像6躯（一括指定）
  - 木造十一面観音立像
  - 木造聖観音立像 2躯
  - 木造吉祥天立像 2躯
  - 木造地蔵菩薩立像
- 仏像9躯（一括指定）
  - 木造地蔵菩薩立像
  - 木造聖観音立像 5躯
  - 木造十一面観音立像 2躯
  - 木造吉祥天立像

2016年（平成28年）9月13日から2017年（平成29年）1月9日まで、創建以来初めて、通常は秘仏とされている本尊で像高3mの巨大な十一面観音坐像をはじめとする重要文化財の平安仏全20体が寺外に持ち出され、東京国立博物館で展示された。

### 滋賀県指定有形文化財
- 木造弥勒菩薩坐像
- 版本妙法蓮華経

### 甲賀市指定有形文化財
- 木造釈迦如来坐像
- 木造金剛力士像
- 鰐口
- 観音経

## 前後の札所
近江西国三十三箇所
28 長福寺　-　29 櫟野寺　-　30 檜尾寺
甲賀西国三十三所
1 櫟野寺　-　2 常光寺
びわ湖百八霊場
84 檜尾寺　-　85 櫟野寺　-　86 龍福寺
湖国十一面観音菩薩霊場
7 伊勢廻寺　-　8 櫟野寺　-　9 石馬寺

## 所在地・アクセス
- 滋賀県甲賀市甲賀町櫟野1377
- JR草津線甲賀駅より甲賀市コミュニティバス（大原線）で約15分「櫟野観音前」下車